# Дер

Древнее Междуречье

Дер (шум. — DI-E-IR) или Дурум — шумерский город в Древнем Двуречьи (Месопотамии), расположенный за Тигром в сторону Элама, неподалёку от современного иракского города Бадра.
Хотя о нём имеются упоминания начиная с древнеаккадского и вплоть до селевкидского периода, Дер имел некоторое политическое значение, как столица области (её называли Ямутбал), лишь недолгое время — в начале раннего старовавилонского периода.

## Цари Дера
- Ниднуша
- Ануммуттаббиль